# Gens au soleil
Gens au soleil – en anglais People in the Sun – est un tableau réalisé par le peintre américain Edward Hopper en 1960. Cette huile sur toile est une scène de genre qui représente cinq personnes prenant un bain de soleil sur la terrasse d'un lieu touristique, devant un paysage évocateur de l'Ouest américain barré de montagnes dans le lointain. L'œuvre est conservée au Smithsonian American Art Museum, à Washington, depuis un don en 1969.

## Commentaires de l'artiste
Hopper, écrit dans ses carnets post réalisation (fiche 71, rapportée par Jo Hopper) « Peint en atelier, à New York, commencé le 1er janvier 1960, achevé le 4 février ». Il y énumère les couleurs et les détails des éléments de sa composition : ciel bleu non céruléen, peu profond, champ d'herbes hautes, ocre-jaune vif, route carrossable grise, collines ± couleur ardoise (à contre-jour). Il décrit également les contrastes comme « ombres des pieds de chaises et des dos des gens » et apporte des précisions sur la nature des gens - des touristes - : « Aucune personne plus discernable  qu'une autre, mais forte présence du groupe de gens, de sièges, et de leurs ombres. »